# Ревеню-тауэр
Ревеню-тауэр (Revenue Tower, 稅務大樓) — 49-этажный гонконгский небоскрёб, расположенный в районе Ваньчай. Построен в 1990 году в стиле модернизма. Является башней-близнецом соседнего небоскрёба Иммигрейшн-тауэр. Большая часть офисных помещений занята правительственными учреждениями (например, здесь располагается главный офис налогового департамента Гонконга). Пересадочный пункт (скай-лобби), куда посетителей доставляют высокоскоростные лифты, расположен на 38 этаже.
У властей существуют планы переноса правительственного комплекса, расположенного по Глостер-роуд (Ревеню-тауэр, Иммигрейшн-тауэр и Ваньчай-тауэр), в Коулун или на Новые Территории, что позволит продать очень дорогую землю частным инвесторам под коммерческую застройку.